# Бекіров Енвер Небійович
Енвер Небійович Бекіров (крим. Enver Bekirov, нар. 1 січня 1963) — кримськотатарський політв'язень в Росії. Засуджений за причетність до діяльності організації «Хізб ут-Тахрір».

## Біографія
Енвер Бекіров народився 1 січня 1963 року в Душанбе. Навчався у фізкультурному технікумі Душанбе. Отримав звання майстра спорту із класичної боротьби, деякий час працював тренером. У 1990 році з маленькою дитиною і дружиною переїхав на постійне місце проживання до Криму, де у нього народилося ще двоє дітей. З 1992 року родина влаштувалася в селі Краснокам'янка в районі Ялти. В Криму він не зміг влаштуватися за фахом, тому працював сторожем, підробляв ремонтними роботами та ландшафтним дизайном.
Бекіров брав активну участь у громадському житті, керував місцевою мусульманською спільнотою. Як голова громади займався благодійністю, допомагав бідним і малозабезпеченим сім'ям, брав участь в проведенні похоронних церемоній. Був учасником проукраїнського мітингу у Сімферополі 26 лютого 2014 року.
11—12 лютого 2016 року російські силовики провели серію обшуків і затримань у будинках кримських мусульман в окупованому Криму. Всього було затримано 14 осіб, з них заарештовано чотирьох, серед них і Енвер Бекіров. Усіх звинуватили в участі в організації «Хізб ут-Тахрір», що заборонена на території Російської Федерації. 12 листопада 2019 року Південний окружний військовий суд в Ростові-на-Дону оголосив вирок: Бекірову присуджено 18 років колонії суворого режиму з обмеженням свободи на 1 рік[уточнити].
Human Rights Watch та Amnesty International вимагають негайно звільнити Енвера Бекірова.